# Glomeris marginata
Glomeris marginata este o specie comună, europeană de diplopod. Este un miriapod scurt, rotunjit în secțiune transversală. Acesta este capabil să se strângă într-un ghem, când este iritat, fenomen numit volvație. Acesta nu trebuie confundat cu crustaceele din genul Armadillidium, care au aceeași proprietate.

## Morfologie

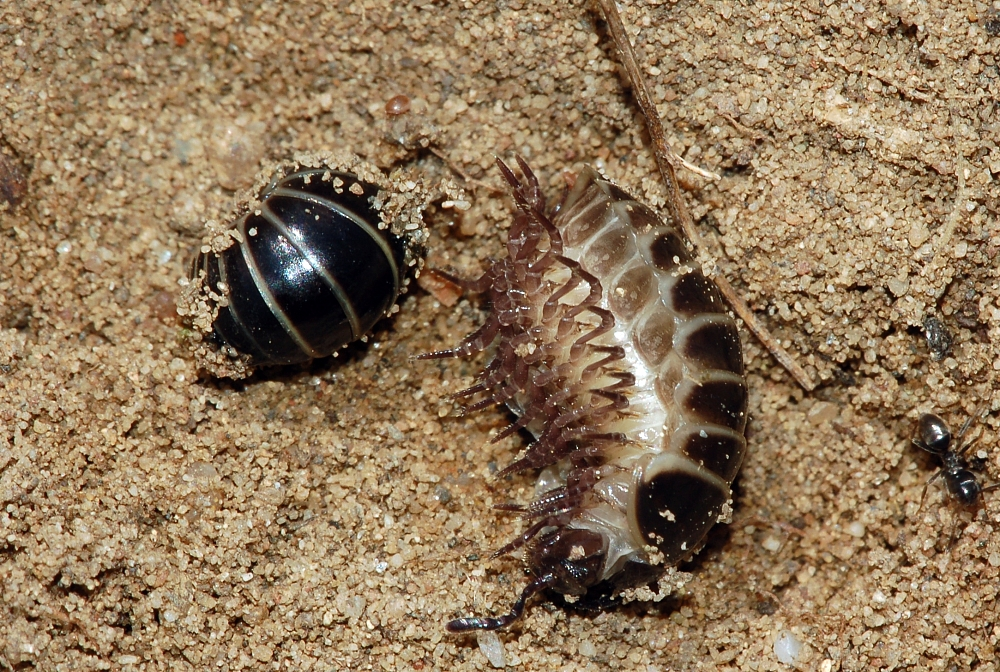
Vedere ventrală

Glomeris marginata crește până la 20 milimetri în lungime și 8 mm lățime. Corpul este divizat în 12 segmente, fiecare segment fiind acoperit cu plăci chitinoase. Segmentele, cu excepția câtorva segmente anterioare și posterioare, poartă câte două perechi de picioare, în total 18 de perechi. Acest diplopod se deosebește de crustaceele Armadillidium prin mai multe aspecte. Crustaceele au numai 7 perechi de picioare, în timp ce diplopodul 18. Când se strâng într-un ghem, Glomeris marginata are o fomă asimetrică și se rostogolește, iar Armadillidium se strânge într-o sferă aproape perfectă. Cuticula glomeriului este mai întunecată și antenele sunt mai scurte. Capul și pigidiul unui armadilid au un număr mai mare de plăci mici. Iar la Glomeris acestea sunt protejate de un singur scut mare. Corpul glomerisului este colorat în negru, roșu, galben sau maro.  

## Reproducerea și dezvoltare
Reproducerea are loc ciclic, primăvara și vara. Masculul este capabil să producă feromoni care atrag femelele. Aceste lucru este eficient la distențe mici. Apoi, masculul transferă sperma la femelă folosind membre specializate, numite gonopode. După fertilizare, femela depune 70-80 de ouă, fiecare fiind ambalat într-o capsulă în sol. Ouăle sunt de aproximativ 1 mm în diametru. Juvenilii eclozează după două luni de la depunere, însă durata de incubare depinde foarte mult de factorii externi, în special temperatură. Dezvoltare postembrionară durează până la trei ani și implică nouă năpârliri. 

## Ecologie

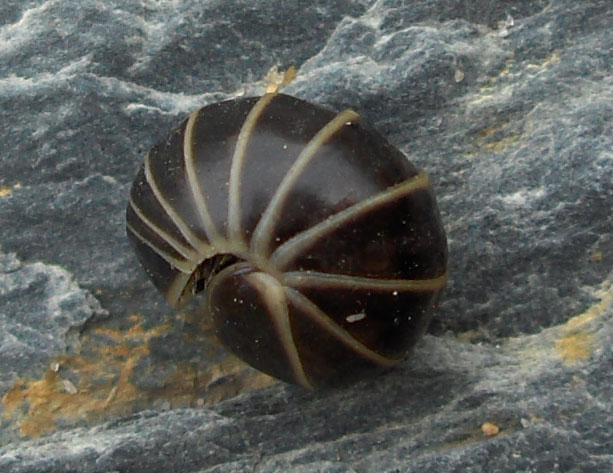
Glomer strâns într-un ghem

Glomeris marginata își petrece viața în litiera pădurilor, învelișul frunzos de la sol. Ei se mai găsesc și în iarbă, sub pietre, manifestând o preferință pentru soluri calcaroase. În localitățile umane acesta se întâlnește cel mai frecvent în locurile umede, la baza fundației caselor, beciuri, în lemn putrezit etc. Spre deosebire de alte diplopode, acesta este mai puțin predispus la deshidratare, de aceea poate fi găsit uneori și la aer liber, în locuri mai însorite. Această specie este mult mai activă noapte, decât ziua. Se hrănește cu frunze putrezite, în ciuda conținutului de nutrienți mai mare în frunze proaspăt căzute. Glomeris marginata are o importanță mare în reciclarea materiei vegetale descompuse. 

Glomeris marginata este vânat de grauri, broasca râioasă brună, păianjenul Dysdera crocata și arici. În afară de rotirea într-o minge, lăsând în exterior partea dorsală a corpului mai dură, glomerul produce și substanțe nocive, pentru a îndepărta prădătorilor, așa cum o fac multe diplopode. Pentru a se apăra, el secretă până la opt picături de un lichid vâscos care conține alcaloidul chinazolină, dizolvat într-o soluție de proteine și apă. Aceste substanțe chimice acționează ca toxine pentru păianjeni, insecte și vertebrate, care se hrănesc cu acesta. Lichidul vâscos este sufiecient de lipicios pentru ca să se rețină pe corpul furnicilor, de exemplu. După eliminarea lichidului, glomerul are nevoie de o perioadă de până la patru luni pentru a-și reface depozitele.